# 日根野站
日根野站（日语：／ Hineno eki */?）是一個位於日本大阪府泉佐野市日根野，屬於西日本旅客鐵道（JR西日本）的鐵路車站。该车站于1931年正式开业，1944年国有化。1980年代日本国铁分割私营化后，由JR西日本公司管理。

## 車站結構
島式月台2面4線（有效長度為9節），並設有待避設備的地面車站，併設跨站式站房。車站近和歌山一側有部分位於彎道上。
本站屬於阪和線，也是關西機場線的起點，兩條線路於本站分歧，是前往關西機場的玄關口。其中關空快速與紀州路快速於本站進行分離作業，常發生前往關西機場的旅客誤乘紀州路快速的事件。因此到達本站之前，車上自動廣播會使用中文、韓文等4種語言，提醒旅客搭乘前往關西機場（關空快速）的車廂。

### 月台配置
| 月台 | 路線       | 方向       | 目的地               | 備註                 |
| ---- | ---------- | ---------- | -------------------- | -------------------- |
| 1、2 | 阪和線     | 下行       | 和泉砂川、和歌山方向 | 一部分停靠3號月台    |
| 1、2 | 關西機場線 | 關西機場線 | 關西機場方向         | 一部分停靠3號月台    |
| 3、4 | 阪和線     | 上行       | 鳳、天王寺、大阪方向 | 一部分停靠1、2號月台 |

## 使用情況
由於此站在繁忙時段是一部分快速的始發站，也有通勤特急停靠此站，故此和歌山縣北部（紀之川市、岩出市等）有不少通勤使用者使用車站周邊的停車場泊車轉乘。
根據大阪府統計年鑑，1日平均上車人次如下表。
| 年度   | 1日平均 上車人次 |
| ------ | ---------------- |
| 1997年 | 5,858            |
| 1998年 | 5,995            |
| 1999年 | 6,012            |
| 2000年 | 6,295            |
| 2001年 | 6,684            |
| 2002年 | 6,809            |
| 2003年 | 6,994            |
| 2004年 | 7,112            |
| 2005年 | 7,144            |
| 2006年 | 7,356            |
| 2007年 | 7,506            |
| 2008年 | 7,687            |
| 2009年 | 7,669            |
| 2010年 | 7,803            |
| 2011年 | 7,865            |
| 2012年 | 7,942            |
| 2013年 | 8,138            |
| 2014年 | 8,093            |
| 2015年 | 8,446            |
| 2016年 | 8,512            |
| 2017年 | 8,630            |
| 2018年 | 8,792            |
| 2019年 | 8,816            |

## 相鄰車站
西日本旅客鐵道
 阪和線
- 特急「黑潮」一部分停靠站

■快速、■直通快速、■紀州路快速（紀州路快速只限早上一部分列車）
熊取（JR-R44）－日根野（JR-R45）－和泉砂川（JR-R48）
■紀州路快速、■區間快速、■普通（上行的路段只限在此站始發區間快速）
熊取（JR-R44）－日根野（JR-R45）－長瀧（JR-R46）
 關西機場線
- 特急「遙」一部分停靠站

■關空快速、■直通快速
熊取（JR-R44）（阪和線）－日根野（JR-R45/JR-S45）－臨空城（JR-S46）
■穿梭（普通）
日根野（JR-S45）－臨空城（JR-S46）

## 外部連結
- 日根野｜車站資訊：JR出門網 - 西日本旅客鐵道